# Ranunculus maculatus
Ranunculus maculatus är en ranunkelväxtart som beskrevs av Leonard C. Cockayne och Allan. Ranunculus maculatus ingår i släktet ranunkler, och familjen ranunkelväxter. Inga underarter finns listade i Catalogue of Life.